# Cryptomastridae
Cryptomastridae es una familia de Grassatores armados en el orden  Opiliones. Existen dos géneros y cuatro especies descriptas en  Cryptomastridae, habitan en Oregón e Idaho, Estados Unidos.
Anteriormente los miembros de Cryptomastridae estuvieron ubicados en la familia Cladonychiidae.

## Géneros
Estos dos géneros pertenecen a la familia Cryptomastridae:
- Cryptomaster Briggs, 1969
- Speleomaster Briggs, 1974